# Finał Grand Prix w łyżwiarstwie figurowym 2017/2018
Finał Grand Prix w łyżwiarstwie figurowym 2017/2018 – siódme, a zarazem ostatnie w kolejności zawody łyżwiarstwa figurowego z cyklu Grand Prix 2017/2018. Zawody odbywały się równolegle z Finałem Junior Grand Prix w łyżwiarstwie figurowym 2017/2018, czyli ósmymi zawodami podsumowującymi cykl Junior Grand Prix 2017/2018. Zawody rozgrywano od 7 do 10 grudnia 2017 roku w hali Nippon Gaishi Hall w Nagoi.
Wśród solistów triumfował reprezentant Stanów Zjednoczonych Nathan Chen. Natomiast w rywalizacji solistek najlepsza okazała się reprezentantka Rosji Alina Zagitowa. Wśród par sportowych triumfowali reprezentanci Niemiec Alona Sawczenko i Bruno Massot, zaś w rywalizacji par tanecznych zwyciężyli Francuzi Gabriella Papadakis i Guillaume Cizeron.
W kategorii juniorów triumfowali: Amerykanin Alexei Krasnozhon wśród solistów, Rosjanka Aleksandra Trusowa wśród solistek, Australijczycy Jekatierina Aleksandrowska i Harley Windsor w parach sportowych oraz Rosjanie Anastasija Skopcowa i Kiriłł Aloszyn w parach tanecznych.

## Wyniki

### Kategoria seniorów

#### Soliści (S)
| Poz. | Zawodnik         | Nota łączna | SP | SP     | FS | FS     |
| ---- | ---------------- | ----------- | -- | ------ | -- | ------ |
| 1    | Nathan Chen      | 286,51      | 1  | 103,32 | 2  | 183,19 |
| 2    | Shōma Uno        | 286,01      | 2  | 101,51 | 1  | 184,50 |
| 3    | Michaił Kolada   | 282,00      | 3  | 99,22  | 3  | 182,78 |
| 4    | Siergiej Woronow | 266,59      | 5  | 87,77  | 4  | 178,82 |
| 5    | Adam Rippon      | 254,33      | 6  | 86,19  | 5  | 168,14 |
| 6    | Jason Brown      | 253,81      | 4  | 89,02  | 6  | 164,79 |

#### Solistki (S)
| Poz. | Zawodniczka      | Nota łączna | SP | SP    | FS | FS     |
| ---- | ---------------- | ----------- | -- | ----- | -- | ------ |
| 1    | Alina Zagitowa   | 223,30      | 2  | 76,27 | 1  | 147,03 |
| 2    | Marija Sotskowa  | 216,28      | 4  | 74,00 | 2  | 142,28 |
| 3    | Kaetlyn Osmond   | 215,16      | 1  | 77,04 | 5  | 138,12 |
| 4    | Carolina Kostner | 214,65      | 6  | 72,82 | 3  | 141,83 |
| 5    | Satoko Miyahara  | 213,49      | 3  | 74,61 | 4  | 138,88 |
| 6    | Wakaba Higuchi   | 202,11      | 5  | 73,26 | 6  | 128,85 |

#### Pary sportowe (S)

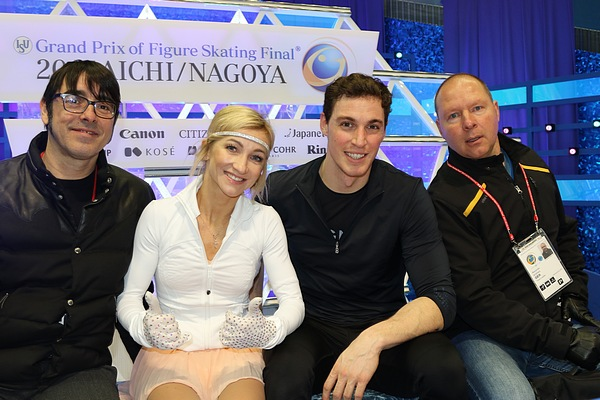
Zwycięzcy wśród par sportowych Alona Sawczenko / Bruno Massot (GER) ze swoim sztabem trenerskim w Kiss and Cry

| Poz. | Zawodnicy                              | Nota łączna | SP | SP    | FS | FS     |
| ---- | -------------------------------------- | ----------- | -- | ----- | -- | ------ |
| 1    | Alona Sawczenko / Bruno Massot         | 236,68      | 1  | 79,43 | 1  | 157,25 |
| 2    | Sui Wenjing / Han Cong                 | 230,89      | 3  | 75,82 | 2  | 155,07 |
| 3    | Meagan Duhamel / Eric Radford          | 210,83      | 5  | 72,18 | 3  | 138,65 |
| 4    | Ksienija Stołbowa / Fiodor Klimow      | 209,26      | 4  | 73,15 | 4  | 136,11 |
| 5    | Jewgienija Tarasowa / Władimir Morozow | 208,73      | 2  | 78,83 | 6  | 129,90 |
| 6    | Yu Xiaoyu / Zhang Hao                  | 207,14      | 6  | 70,15 | 5  | 136,99 |

#### Pary taneczne (S)
| Poz. | Zawodnicy                               | Nota łączna | SD | SD    | FD | FD     |
| ---- | --------------------------------------- | ----------- | -- | ----- | -- | ------ |
| 1    | Gabriella Papadakis / Guillaume Cizeron | 202,16      | 1  | 82,07 | 1  | 120,09 |
| 2    | Tessa Virtue / Scott Moir               | 199,86      | 2  | 81,53 | 2  | 118,33 |
| 3    | Maia Shibutani / Alex Shibutani         | 188,00      | 3  | 78,09 | 6  | 109,91 |
| 4    | Madison Hubbell / Zachary Donohue       | 187,40      | 4  | 74,81 | 4  | 112,59 |
| 5    | Madison Chock / Evan Bates              | 187,15      | 5  | 74,36 | 3  | 112,79 |
| 6    | Anna Cappellini / Luca Lanotte          | 185,23      | 6  | 74,24 | 5  | 110,99 |

### Kategoria juniorów

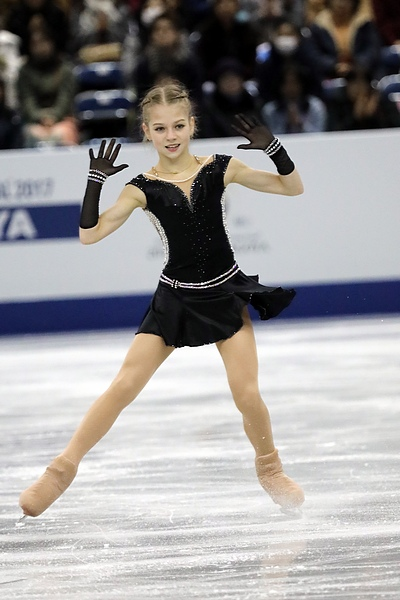
Zwyciężczyni wśród solistek juniorek Aleksandra Trusowa (RUS)

#### Soliści (J)
| Poz. | Zawodnik          | Nota łączna | SP | SP    | FS | FS     |
| ---- | ----------------- | ----------- | -- | ----- | -- | ------ |
| 1    | Alexei Krasnozhon | 236,35      | 1  | 81,33 | 1  | 155,02 |
| 2    | Camden Pulkinen   | 217,10      | 5  | 70,90 | 2  | 146,20 |
| 3    | Mitsuki Sumoto    | 214,45      | 3  | 77,10 | 3  | 137,35 |
| 4    | Makar Ignatow     | 211,99      | 4  | 75,78 | 4  | 136,21 |
| 5    | Aleksiej Jerochow | 207,04      | 2  | 78,39 | 5  | 128,65 |
| 6    | Andrew Torgashev  | 160,49      | 6  | 64,73 | 6  | 95,76  |

#### Solistki (J)
| Poz. | Zawodniczka          | Nota łączna | SP | SP    | FS | FS     |
| ---- | -------------------- | ----------- | -- | ----- | -- | ------ |
| 1    | Aleksandra Trusowa   | 205,61      | 1  | 73,25 | 2  | 132,36 |
| 2    | Alona Kostornoj      | 204,58      | 2  | 71,65 | 1  | 132,93 |
| 3    | Anastasija Tarankowa | 199,64      | 3  | 67,90 | 3  | 131,74 |
| 4    | Rika Kihira          | 192,45      | 4  | 66,82 | 4  | 125,63 |
| 5    | Darja Panienkowa     | 191,16      | 5  | 65,65 | 5  | 125,51 |
| 6    | Sofja Samodurowa     | 187,74      | 6  | 65,01 | 6  | 122,73 |

#### Pary sportowe (J)

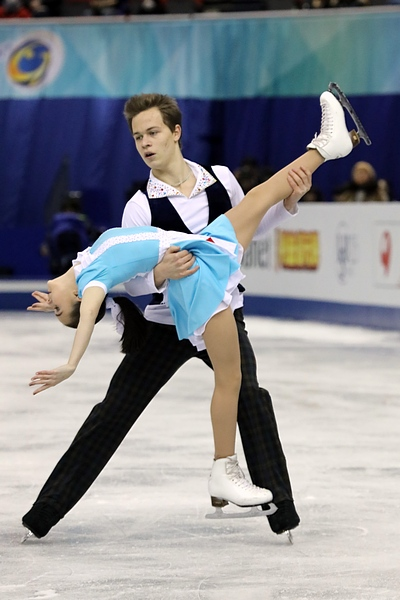
Zdobywcy srebrnego medalu wśród juniorskich par sportowych Apollinarija Panfiłowa / Dmitrij Ryłow (RUS)

| Poz. | Zawodnicy                                   | Nota łączna | SP | SP    | FS | FS     |
| ---- | ------------------------------------------- | ----------- | -- | ----- | -- | ------ |
| 1    | Jekatierina Aleksandrowska / Harley Windsor | 173,85      | 2  | 60,26 | 1  | 113,59 |
| 2    | Apollinarija Panfiłowa / Dmitrij Ryłow      | 173,01      | 1  | 60,81 | 3  | 112,20 |
| 3    | Darja Pawluczenko / Dienis Chodykin         | 172,94      | 3  | 59,51 | 2  | 113,43 |
| 4    | Gao Yumeng / Xie Zhong                      | 165,03      | 4  | 59,47 | 4  | 105,56 |
| 5    | Aleksandra Bojkowa / Dmitrij Kozłowskij     | 160,80      | 6  | 55,92 | 5  | 104,88 |
| 6    | Anastasija Połujanowa / Dmitrij Sopot       | 160,47      | 5  | 57,28 | 6  | 103,19 |

#### Pary taneczne (J)

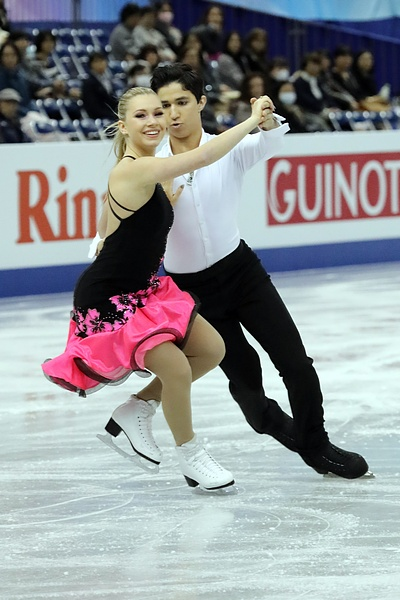
Juniorska para taneczna Marjorie Lajoie / Zachary Lagha	(CAN) w tańcu krótkim

| Poz. | Zawodnicy                                | Nota łączna | SP | SP    | FS | FS    |
| ---- | ---------------------------------------- | ----------- | -- | ----- | -- | ----- |
| 1    | Anastasija Skopcowa / Kiriłł Aloszyn     | 153,61      | 1  | 65,87 | 1  | 87,74 |
| 2    | Christina Carreira / Anthony Ponomarenko | 151,76      | 2  | 64,10 | 2  | 87,66 |
| 3    | Sofja Poliszczuk / Aleksandr Wachnow     | 149,04      | 3  | 63,17 | 3  | 85,87 |
| 4    | Sofja Szewczenko / Igor Jeriomienko      | 144,38      | 5  | 60,10 | 4  | 84,28 |
| 5    | Arina Uszakowa / Maksim Niekrasow        | 141,88      | 6  | 58,53 | 5  | 83,35 |
| 6    | Marjorie Lajoie / Zachary Lagha          | 141,28      | 4  | 60,52 | 6  | 80,76 |